# 一升桝遺跡
一升桝遺跡（いっしょうますいせき）、または一升桝の塁（いっしょうますのるい）は、神奈川県鎌倉市極楽寺二丁目・四丁目にあった日本の城。2007年（平成19年）2月6日に国の史跡に指定された。

## 概要
鎌倉市西部の、極楽寺地区と大仏切通を結ぶ標高90メートル級の丘陵尾根筋に所在する。江ノ島電鉄・極楽寺駅北方の山上に位置するが、遺跡周囲は急傾斜地に囲まれており、現地へは最寄の極楽寺駅からでは到達出来ず、長谷駅から徒歩40分かけて向かう必要がある。
一升桝遺跡は、方形の土塁で囲まれた単郭の城郭と見られる遺構である。標高は94メートルを測る。土塁は、高さ約1.5メートル-2.8メートル・幅約5メートル-8メートルを測り、この土塁に囲まれた曲輪状の平坦面は東辺32.5メートル・西辺35メートル・南辺27.5メートル・北辺18メートルの台形を呈している。土塁は南西隅部だけが幅約3.5メートル途切れており、出入り口部と推定されている。東辺と西辺には帯曲輪状の平場があり、尾根道と推定されている。北側には頂部と桝形平場とを区切る幅約6メートルの堀切が設けられている。
神奈川県教育委員会と鎌倉市教育委員会が、2000年（平成12年）に山稜部の遺構分布調査および発掘調査を実施しており、一升桝遺跡と周辺部では12箇所のトレンチ調査が行われた。北側は削出し土塁、南側は泥岩塊の積上げ土塁で、最低2回の追加積上げが行われていた。土塁の内側では明確な遺構は検出されなかったが、13世紀後半の古瀬戸の卸皿、かわらけ、常滑焼の甕等の破片が出土した。北側の堀切では13世紀後半のかわらけや、常滑焼の壺の破片、14世紀代の中国産青白磁の梅瓶破片等が出土した。これにより交通路を監視・防衛する13世紀後半から14世紀前半頃の城郭遺構と推定された。
なお、一升桝遺跡の南東側約700メートルの成就院裏山には、国の史跡・仏法寺跡と一体である五合桝遺跡（ごんごうますいせき）が所在する（「一升桝」「五合桝」は地元の呼称である）。五合桝遺跡は、一升桝遺跡と同じく13世紀中頃から14世紀前半にかけて防衛施設として機能したが、14世紀末期頃から石塔類を祀る供養の場に転用された遺構と推定された。
このように鎌倉市や文化庁は、一升桝遺跡を鎌倉時代後半から南北朝時代前半ごろの城郭と位置付けているが、西股総生は、曲輪の土塁外側に空堀を伴っていないことや、土塁の外側の法面角度が内側の法面角度より緩いなど、城郭としては不自然な点が多く、もともとは寺院等であったものを臨時的に城郭化したものではないかとしている。また、築城年代については、15世紀代にあたる永享10年（1438年）の永享の乱のころ、あるいは享徳3年（1455年）から文明14年（1483年）にかけて起きた享徳の乱の初期のころと見るのが妥当ではないかとしている。